# Le Fœil
Le Foeil är en kommun i departementet Côtes-d'Armor i regionen Bretagne i nordvästra Frankrike. Kommunen ligger i kantonen Quintin som tillhör arrondissementet Saint-Brieuc. År 2022 hade Le Foeil 1 382 invånare.

## Befolkningsutveckling
Antalet invånare i kommunen Le Foeil
Referens:INSEE